# Episernus striatellus
Episernus striatellus is een keversoort uit de familie klopkevers (Anobiidae). De wetenschappelijke naam van de soort is voor het eerst geldig gepubliceerd in 1863 door Brisout de Barneville in Grenier.